# Willis Smith

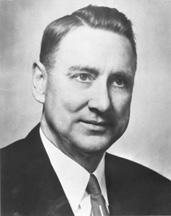
Willis Smith

Willis Smith, född 19 december 1887 i Norfolk, Virginia, död 26 juni 1953 i Bethesda, Maryland, var en amerikansk demokratisk politiker. Han representerade delstaten North Carolina i USA:s senat från 1950 fram till sin död.
Smith avlade 1912 juristexamen vid Trinity College (numera Duke University). Han arbetade som advokat i Raleigh och tjänstgjorde i USA:s armé under första världskriget. Smith var observatör i Nürnbergprocessen efter andra världskriget.
Smith besegrade den sittande senatorn Frank Porter Graham i demokraternas primärval inför fyllnadsvalet 1950. Han vann sedan själva fyllnadsvalet. Senator Smith avled 1953 i ämbetet och efterträddes av Alton Lennon.